# أساطير التشيلوت
ميثولوجيا التشيلوت تتكون من خرافات وأساطير ومعتقدات الناس الذين يعيشون في أرخبيل تشيلوي في جنوب تشيلي. وتعكس هذه الأساطير أهمية البحر في حياة التشيلوت.
تقوم ميثولوجيا التشيلوت على خليط من أديان ومعتقدات السكان الأصليين (الكونوز والهويليتشيز) الذين يعيشون في أرخبيل تشيلوي وعلى الأساطير والخرافات التي جاء بها الغزاة الإسبان في عام 1567 عند قيامهم بغزو التشيلوي وبمزيج من العناصر التي من شأنها أن تشكل أساطير منفصلة.
أزدهرت ميثولوجيا التشيلوت معزولة عن غيرها من المعتقدات والأساطير في تشيلي بسبب فصل الأرخبيل عن بقية المدن بسبب الأحتلال الإسباني لتشيلي، عندما قام المابوتشي بأحتلال أو تدمير جميع المستوطنات الإسبانية ما بين نهر بيو بيو وقناة تشاكاو في أعقاب كارثة كورالابا في عام 1598.

## التسلسل الهرمي للمخلوقات الأسطورية
الأعلى رتبة بين ملوك الثعابين البحرية تين تين فيلو وكاي كاي فيلو، الذين في معركة تيتانيك الأسطورية، خلقوا الأرخبيل. أدنى كاي كاي فيلو هو ميلالوبو ملك البحار، وزوجته، هوينتشولا. واطفالهم الثلاثة، بينكوي أمير البحر، بينكويا وسيرينا تشيلوتا الأميرتان، تساعدانهم في حكم البحار. أدناهم هي المخلوقات الأسطورية، التي تعطى المراتب من قبل ميلالوبو.
المخلوقات الأرضية لاتمتلك تسلسل هرمي.

### البشر في الأساطير
بعض الناس يقال بأن عندهم قوى سحرية. السحرة لديهم القدرة على الطيران وتحت قيادتهم مخلوقات مختلفة مثل أنفونتشي. بالإضافة إلى ذلك هناك الماتشيس الناس الذين يلعبون دوراً هاما في ثقافة ودين المابوتشي، على الرغم من وظائف وخصائص التشيلوت مختلفة إلى حد ما.

## المخلوقات الأخرى
| المخلوق             | الوصف |
| ------------------- | --- |
| البازيليسق          | هذا المخلوق يمتص اللعاب من ضحيته، ويقتل فريسته. |
| حصان البحر التشياوت | يحمل السحرة والبحارة الأموات إلى الكاليوتشي. |
| الكاليوتشي          | "سفينة أشباح" التي تبحر أحيانا بالقرب من شاطئ تشيلوي. وتحمل السحرة والبحارة الأموات الغرقى. يتم التحكم بها بأوامر من الميلالوبو.                                                                   |
| الكاماهيتو          | عجل خاص ذو قرن فضي. يقال بأن السحرة يمكنهم أستخدامه لعلاج "الخلل الجنسي". |
| تشيروفيز            | ذو جسم ثعبان ورأس إنسان، يسيطر على "ظهور المذنبات" وهو المسؤول عن جلب المصيبة لمن يزوره. |
| الغضب               | تثير الرغبات الجنسية لدى الرجال. عندما تكون "راضية"، تستنزف طاقة الضحية، ثم تقتلها. هي متزوجة من التراوكو.                                                                                         |
| هواليبينيي          | ذات جسد ماعز ورأس بقرة، يرمز لها بالضباب، وتسبب الطفرات بحدوث طفرات جسدية عند ولادتها. |
| لا هينتشولا         | زوجة ميلالوبو. |
| ميولير              | سحلية تسبب العواصف وتختفي تحت الأرض عندما تكون تنشط العاصفة. |
| ميلالوبو            | لديه جسم فقمة، ورأس مزيج من إنسان وسمكة. وهو مغطى بالذهب، وبالتالي الأسم، يعني "الذئب الذهبي". يسيطر على السكان وأفعال معظم الكائنات البحرية. أولاده الثلاثة هم لا بينكويا، لا سيرينا، وإل بينكوي. |
| إل بينكوي           | ذو جسم فقمة ورأس رجل، يساعد على تنفيذ أوامر والده. |
| لا بينكويا          | تؤثر على نتائج صيد اليوم. لن تظهر الأسماك إذا كانت تواجه الشاطئ، وسوف تأتي الأسماك إذا كانت تواجه البحر.                                                                                           |
| لا سيرينا تشيلوتا   | ذو ذيل سمكة والجذع العلوي لفتاة مراهقة جميلة، فهي مسؤولة عن رعي الأسماك وتوجيه النفوس الغارقة إلى الكاليوتشي. ابنة ميلالوبو، وبالتالي أخت إل بينكوي ولا بينكويا.                                   |
| التراوكو            | "عدواني تجاه الرجال" ويثير الرغبات الجنسية لدى النساء. هو متزوج من الغضب. |
| بقرة البحر          | تعيش في البحر، وتنجذب جنسيا إلى الثيران. عندما ترى واحد بالقرب من الساحل، تغادر البحر وتغويه، وتعود إلى البحر معه.                                                                                 |
| الأرملة             | تثير الرغبات الجنسية لدى الرجال. على عكس الغضب، فهي تقتل الضحية فقط إذا رفض النوم معها. |

## الأساطير والمخلوقات الأسطورية

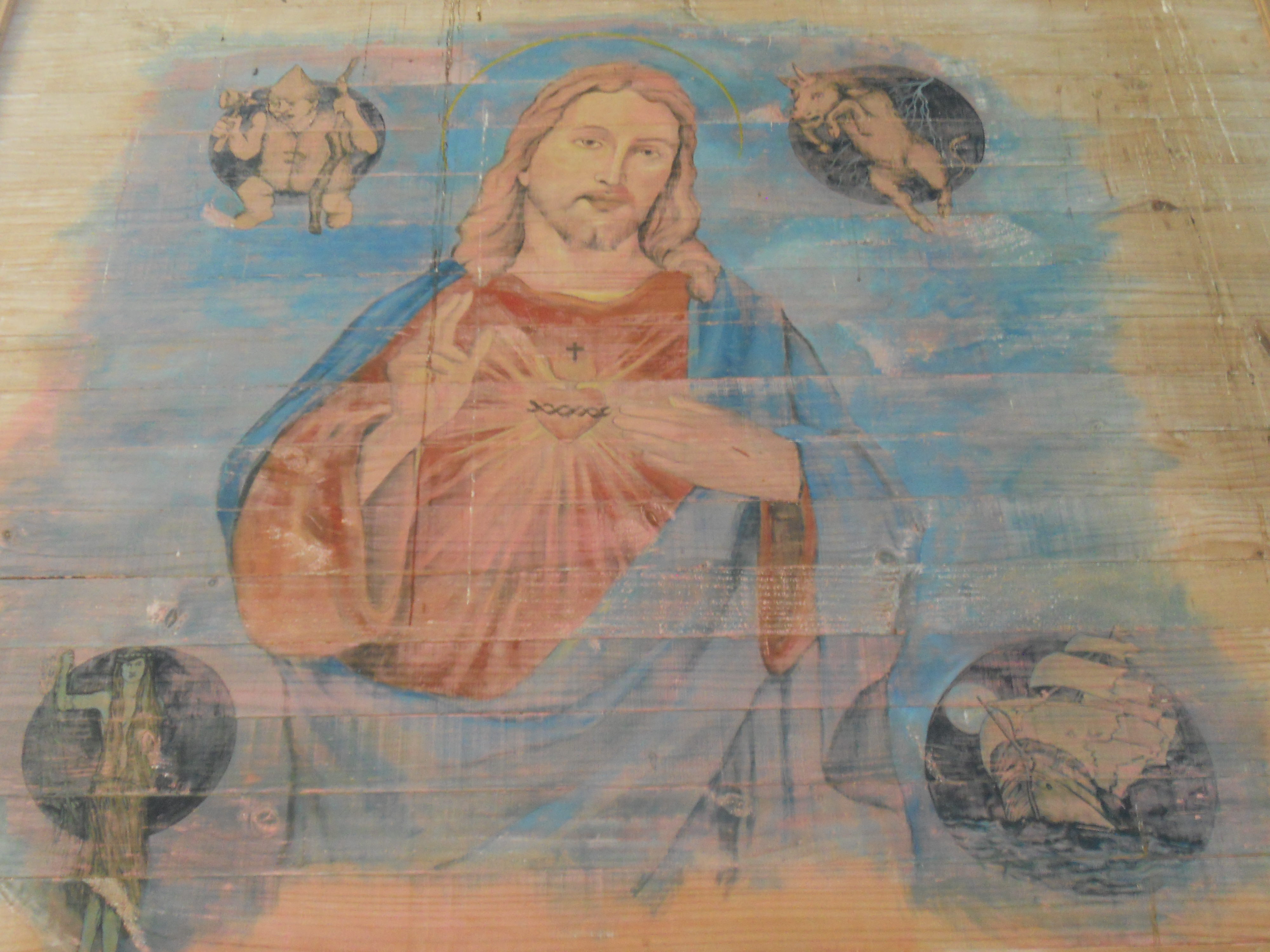
أيقونة في الكنيسة دالكاوي: المسيح تحيط به المخلوقات الأسطورية من تشيلوي

الأساطير والمخلوقات الأسطورية من تشيلووي في جنوب شيلي تشمل:
- البازيليسق تشيلوي (نوع من البازيليسق)
- بروجو تشيلوي (نوع من السحرة)
- فرس ماء تشيلوي (نوع من فرس الماء)
- الكاليوتشي
- الكاماهيتو
- الرداء أو الجلد
- تشوكاو
- كوتشيفيلو
- كونيوما (زهرة مزدوجة تصرخ كالطفل عند القمر الجديد)
- الغضب
- لا كوندينا («المدان»)
- إنفونتشي المروع
- تشيلووي (الأسطورة الأصلية). أسطورة تين تين فيلو وأصل الأرخبيل
- الميلالوبو
- بيوتشين أو بيغوتشين
- بيسام
- بينكويا، إلهة بحار التشيلوت
- بينكوي
- سيرينا تشيلوت (نوع من حوريات البحر)
- تراوكو

## في وسائل الإعلام
تظهر أساطير التشيلوي في سلسلة كتب لوك كولز للكاتب جوش ووكر، سلسلة أدب الشباب والخيال الحضري حيث تشكل الأساطير قاعدة المعرفة في الكثير من الروايات.